# Ciekły tlen

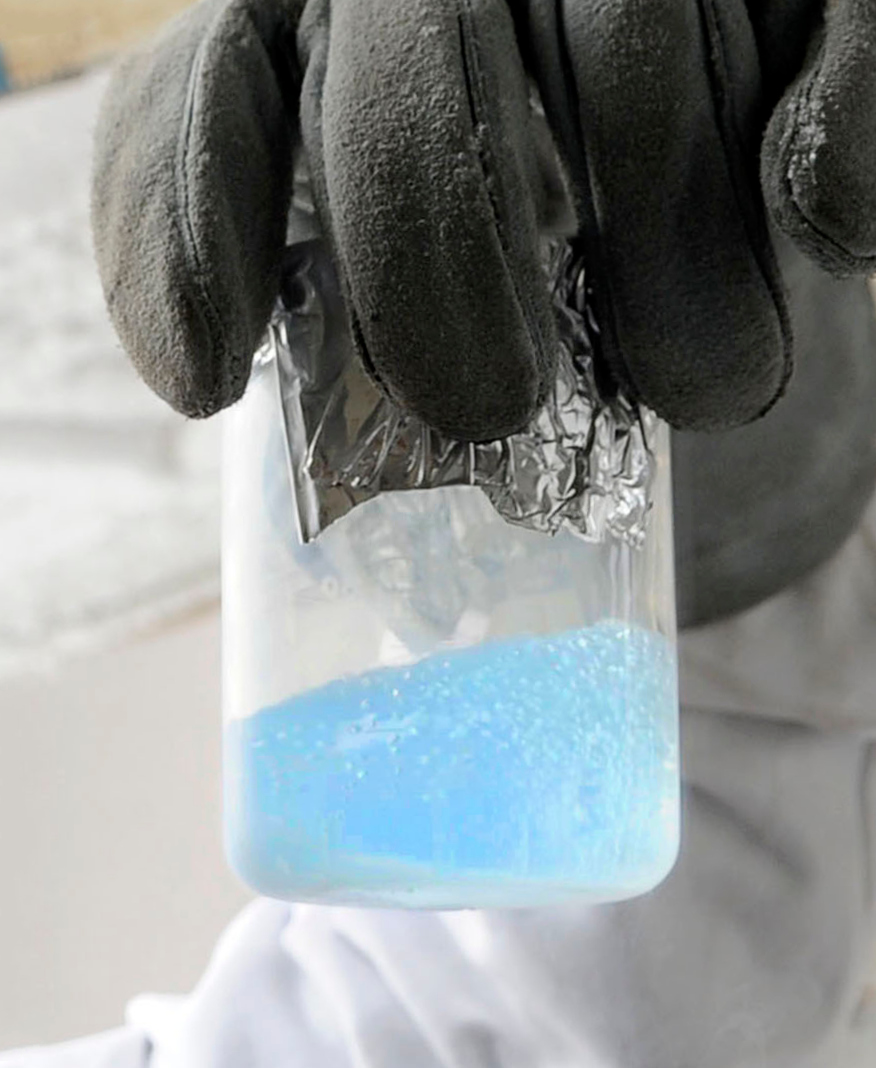
Ciekły tlen w zlewce

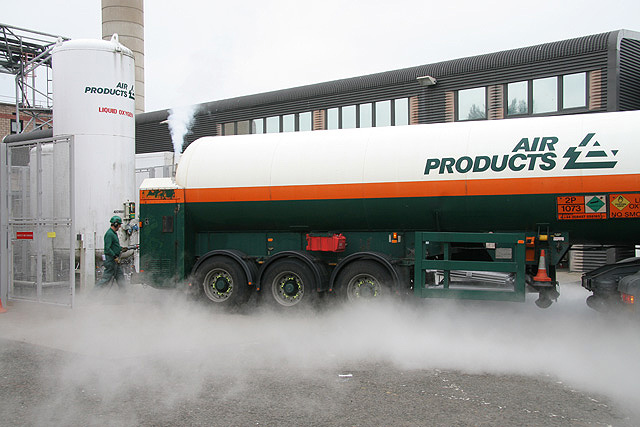
Napełnianie ciekłym tlenem zbiornika przyszpitalnego

Ciekły tlen (LOX, LOx, Lox z ang. liquid oxygen) – pierwiastkowy tlen w stanie ciekłym. Ma bladoniebieski kolor i silne właściwości paramagnetyczne. Ciekły tlen ma gęstość 1,141 g/cm³, a temperaturę wrzenia −183 °C (90 K) pod normalnym ciśnieniem. Zwykle jest przechowywany w naczyniach kriogenicznych pod ciśnieniem atmosferycznym lub niewielkim nadciśnieniem. Ciekły tlen jest otrzymywany (obok ciekłego azotu) przez destylację frakcyjną skroplonego powietrza.
Tlen w postaci ciekłej jest wygodną formą przechowywania i transportu tlenu, jest powszechnie stosowany jako utleniacz paliwa rakietowego na statkach kosmicznych, zazwyczaj w połączeniu z ciekłym wodorem lub naftą. Był używany w pierwszych rakietach V2, Redstone, R-7, Atlas, a także w rakietach Saturn IB i Saturn V. Zastosowanie ciekłego tlenu pozwala na uzyskanie jednej z najmniejszych mas utleniacza przez co silnik rakietowy uzyskuje duży impuls właściwy. Ponadto LOx jest często stosowany w przemyśle petrochemicznym, a w przeszłości także do produkcji materiałów wybuchowych (obecnie wycofany ze względu na dużą liczbę wypadków).
Ciekły azot ma niższą temperaturę wrzenia (−196 °C, 77 K) od ciekłego tlenu, w wyniku czego na naczyniu z ciekłym azotem może skraplać się tlen z powietrza, prowadząc do ryzyka gwałtownej reakcji tlenu z substancjami organicznymi. Wysokie stężenie ciekłego tlenu może także występować pod koniec odparowania ciekłego azotu z otwartego naczynia.

## Budowa
Silny paramagnetyzm tlenu wskazuje, że jego dwuatomowe cząsteczki mają moment magnetyczny, w stanie stałym substancja taka może zmieniać się z paramagnetyka na ferromagnetyk, ale tlen nie ulega tej przemianie. W 1924 r. Gilbert N. Lewis zaproponował wyjaśnienie braku tego przejścia dla tlenu czteroatomową strukturą jego cząsteczek w stanie ciekłym. Obecnie wydaje się, że Lewis miał częściowo rację. Symulacje komputerowe wykazują brak obecności stabilnej cząsteczki O
4 w ciekłym tlenie, jednak cząsteczki dwuatomowe mają skłonność do asocjacji w pary o przeciwnych spinach, które tylko na chwilę stają się czteroatomowymi molekułami.

## Historia
Ciekły tlen po raz pierwszy otrzymali profesorowie Uniwersytetu Jagiellońskiego, Zygmunt Wróblewski i Karol Olszewski, 5 kwietnia 1883 roku. Wcześniej, w 1877, mgłę skroplonego tlenu zaobserwowali niezależnie Szwajcar Raoul Pictet i Francuz Louis-Paul Cailletet.